# Милан Недељковић (вајар)
Милан Недељковић, српски вајар, рођен у Земуну. Студирао је у Прагу и Паризу. Урадио је споменик краљу Петру Ослободиоцу, постављен у Старом Бечеју 1924, као и један мањи споменик истом владару у Инвалидском дому у Земуну. Продужио је студије у Италији.